# Mainlevée en droit français
 (avril 2025).
Si vous disposez d'ouvrages ou d'articles de référence ou si vous connaissez des sites web de qualité traitant du thème abordé ici, merci de compléter l'article en donnant les références utiles à sa vérifiabilité et en les liant à la section « Notes et références ».
Pour les autres articles nationaux ou selon les autres juridictions, voir Mainlevée.
En droit français, la mainlevée est un acte juridique ayant pour effet de suspendre une garantie, soit par une chambre parlementaire (levée de l'immunité), soit à l'initiative d'un particulier ou d'une banque (levée d'une hypothèque), soit par décision de justice (levée du contrôle judiciaire).

## Champ d'application

### Mainlevée d'une hypothèque
C'est l'acte par lequel le créancier (souvent la banque) atteste que le débiteur a complètement remboursé son prêt.
Auparavant, cette mainlevée était automatique deux ans après le terme normal du prêt. Depuis la Réforme des Sûretés (ordonnance n° 2006-346 du 23/03/2006 publiée au JO du 24/03/2006), la durée extrême d'effet de l'inscription (Hypothèque ou PPD) est ramenée à un an après le terme du prêt (art. 2434 du code civil).
Avant ce terme, en cas de revente d'un bien immobilier, l'acquéreur demandera que l'emprunteur procède à la mainlevée de l'hypothèque ou de l'IPPD car la banque peut faire vendre le bien en cas d'impayé même si le propriétaire a changé. Ainsi, par cet acte, le bénéficiaire de l'hypothèque accepte de ne plus en être bénéficiaire.
Cette mainlevée possède un caractère obligatoire et comporte un montant élevé de frais. Certains organismes incluent dans le calcul initial des frais d'hypothèque ou de l'IPPD, les frais de mainlevée.
Exemple :

Achat d'un bien immobilier sur 25 ans. En cas de revente au bout de trois ans, des frais de mainlevée sont à payer (environ 0,7 % pour un prêt de 145 000 EUR). Si le bien est conservé un an après l'échéance du prêt, c'est-à-dire 26 ans, il n'y aura pas de frais de mainlevée.
Belgique :
L'inscription hypothécaire est prise pour une durée de 30 ans, quelle que soit la durée de l'emprunt.
Avant ce terme, l'hypothèque ne disparaîtra qu'avec l'accord du créancier consigné dans l'acte de mainlevée.
En cas de séparation, il est d'usage, si l'un des partenaires rachète la part de l’autre, que l’acheteur prenne en charge l’ensemble des frais afférents au rachat de cette part. Donc l’ensemble des frais sont à charge de l'acquéreur; cela comprend les frais de main levée ou de radiation de l'ancien crédit ainsi que tous les frais liés au nouveau crédit.

### Mainlevée de l'immunité parlementaire
Voir cette question dans : Immunité parlementaire en France